# Grand Prix Formule 1 van de Verenigde Staten Oost 1982
De Grand Prix Formule 1 van de Verenigde Staten Oost 1982 werd gehouden op 6 juni in Detroit.

## Uitslag
| Positie | Nr | Rijder             | Team            | Ronden | Tijd/Opgave     | Startplaats | Punten |
| ------- | -- | ------------------ | --------------- | ------ | --------------- | ----------- | ------ |
| 1       | 7  | John Watson        | McLaren-Ford    | 62     | 1:58:41.043     | 17          | 9      |
| 2       | 25 | Eddie Cheever      | Ligier-Matra    | 62     | + 15.726        | 9           | 6      |
| 3       | 28 | Didier Pironi      | Ferrari         | 62     | + 28.077        | 4           | 4      |
| 4       | 6  | Keke Rosberg       | Williams-Ford   | 62     | + 1:11.976      | 3           | 3      |
| 5       | 5  | Derek Daly         | Williams-Ford   | 62     | + 1:23.757      | 12          | 2      |
| 6       | 26 | Jacques Laffite    | Ligier-Matra    | 61     | + 1 Ronde       | 13          | 1      |
| 7       | 17 | Jochen Mass        | March-Ford      | 61     | + 1 Ronde       | 18          |        |
| 8       | 29 | Marc Surer         | Arrows-Ford     | 61     | + 1 Ronde       | 19          |        |
| 9       | 4  | Brian Henton       | Tyrrell-Ford    | 60     | + 2 Rondes      | 20          |        |
| 10      | 16 | René Arnoux        | Renault         | 59     | + 3 Rondes      | 15          |        |
| 11      | 20 | Chico Serra        | Fittipaldi-Ford | 59     | + 3 Rondes      | 26          |        |
| NC      | 15 | Alain Prost        | Renault         | 54     |                 | 1           |        |
| NF      | 12 | Nigel Mansell      | Lotus-Ford      | 44     | Motor           | 7           |        |
| NF      | 8  | Niki Lauda         | McLaren-Ford    | 40     | Botsing         | 10          |        |
| NF      | 3  | Michele Alboreto   | Tyrrell-Ford    | 40     | Spin            | 16          |        |
| NF      | 23 | Bruno Giacomelli   | Alfa Romeo      | 30     | Botsing         | 6           |        |
| NF      | 11 | Elio de Angelis    | Lotus-Ford      | 17     | Versnellingsbak | 8           |        |
| NF      | 10 | Eliseo Salazar     | ATS-Ford        | 13     | Spin            | 25          |        |
| NF      | 14 | Roberto Guerrero   | Ensign-Ford     | 6      | Botsing         | 11          |        |
| NF      | 2  | Riccardo Patrese   | Brabham-Ford    | 6      | Botsing         | 14          |        |
| NF      | 22 | Andrea de Cesaris  | Alfa Romeo      | 2      | Transmissie     | 2           |        |
| NF      | 31 | Jean-Pierre Jarier | Osella-Ford     | 2      | Ontsteking      | 22          |        |
| NF      | 9  | Manfred Winkelhock | ATS-Ford        | 1      | Spin            | 5           |        |
| NF      | 18 | Raul Boesel        | March-Ford      | 0      | Botsing         | 21          |        |
| NF      | 30 | Mauro Baldi        | Arrows-Ford     | 0      | Botsing         | 24          |        |
| NF      | 32 | Riccardo Paletti   | Osella-Ford     | 0      |                 | 23          |        |
| NQ      | 19 | Emilio de Villota  | March-Ford      |        |                 |             |        |
| NQ      | 1  | Nelson Piquet      | Brabham-BMW     |        |                 |             |        |
| NQ      | 33 | Jan Lammers        | Theodore-Ford   |        |                 |             |        |

## Statistieken
| Pole-position | Alain Prost | Renault | 1:48.537 |
| Snelste ronde | Alain Prost | Renault | 1:50.438 |

## Noot
- Dit was de honderdste Grand Prix-start voor Jochen Mass. Daarmee was Mass de achttiende coureur die minstens 100 Grands Prix had gereden.
- Dit was de vijfde pole position voor Alain Prost.
- Tiende podiumplaats voor Didier Pironi.

Grand Prix Formule 1 van de Verenigde Staten: 1908 · 1910 · 1911 · 1912 · 1914 · 1915 · 1916 · 1959 · 1960 · 1961 · 1962 · 1963 · 1964 · 1965 · 1966 · 1967 · 1968 · 1969 · 1970 · 1971 · 1972 · 1973 · 1974 · 1975 · 1976 · 1977 · 1978 · 1979 · 1980 · 1989 · 1990 · 1991 · 2000 · 2001 · 2002 · 2003 · 2004 · 2005 · 2006 · 2007 · 2012 · 2013 · 2014 · 2015 · 2016 · 2017 · 2018 · 2019 · 2021 · 2022 · 2023 · 2024 · 2025 · 2026

Indianapolis 500: 1950 · 1951 · 1952 · 1953 · 1954 · 1955 · 1956 · 1957 · 1958 · 1959 · 1960

Grand Prix Formule 1 van de Verenigde Staten West: 1976 · 1977 · 1978 · 1979 · 1980 · 1981 · 1982 · 1983

Grand Prix Formule 1 van Las Vegas: 1981 · 1982 · 2023 · 2024 · 2025

Grand Prix Formule 1 van de Verenigde Staten Oost: 1982 · 1983 · 1984 · 1985 · 1986 · 1987 · 1988

Grand Prix Formule 1 van Dallas: 1984

Grand Prix Formule 1 van Miami: 2022 · 2023 · 2024 · 2025 · 2026 · 2027 · 2028 · 2029 · 2030 · 2031 · 2032 · 2033 · 2034 · 2035 · 2036 · 2037 · 2038 · 2039 · 2040 · 2041